# Dompos
Els dompos són els membres d'un grup ètnic dels pobles guangs que viuen a Brong-Ahafo, a Ghana. Tot i que la seva llengua pròpia és el dompo, aquesta està en perill d'extinció. Hi ha entre 970 i 1.330 dompos que viuen a Ghana. El seu codi ètnic és NAB59 i el seu ID és 19601.

## Situació geogràfica
El dompo es parla a la zona de Dompofie que està situada al districte de Banda a la regió de Brong-Ahafo. El dompo no apareix al mapa lingüístic de Ghana de l'ethnologue.

## Llengües
Tot i que la seva llengua pròpia i materna és el dompo, els dompos s'estan passant a parlar la llengua Nafaanra, que és la llengua dels seus veïns nafaanres.

## Religió
L'islam és la religió que té més seguidors dompos (48%), seguida per les religions africanes tradicionals (33%) i el cristianisme. Dels cristians, el 40% són catòlics, el 30% són protestants i el 30% pertanyen a esglésies independents. Segons el joshuaproject, el 5% dels dompos cristians segueixen el moviment evangèlic.